# 林奭奎
林 奭奎（イム・ソッキュ、朝鮮語: 임석규、1907年2月16日 - 没年不詳）は、大韓民国の政治家。制憲韓国国会議員。

## 経歴
忠清南道舒川郡出身。裡里農林学校（現・全北大学校）卒。忠南林業技術院の林業技術者、農業、国民運動を経て、大韓独立促成国民会保寧郡支部副委員長、大同青年団保寧郡団長、保寧郡選出の国会議員を務めた。